# 四甲基溴化铵
四甲基溴化铵是一种季铵盐,化学式为C4H12NBr，可用作表面活性剂和杀菌剂，它可以以四方晶系P4/nmm空间群结晶。它可由三甲胺和提纯后的工业溴甲烷在乙醇中反应沉淀得到。它和溴在乙酸中反应，可以得到四甲基三溴化铵。